# Culture de Thapsos
Subdivisions
La culture de Thapsos définit une civilisation de l'ancienne Sicile attestée par les découvertes archéologiques d'un grand village  situé dans la péninsule de Magnisi, entre Augusta et Syracuse, que les Grecs appelaient Thapsos .
Je crois avoir démontré l'influence, quoique à plus petite échelle, de l'architecture mycénienne devant les sépultures de l'îlot Magnisi; ici cette influence s'affirme pour la plupart. - Paolo Orsi .

## Etudes archéologiques

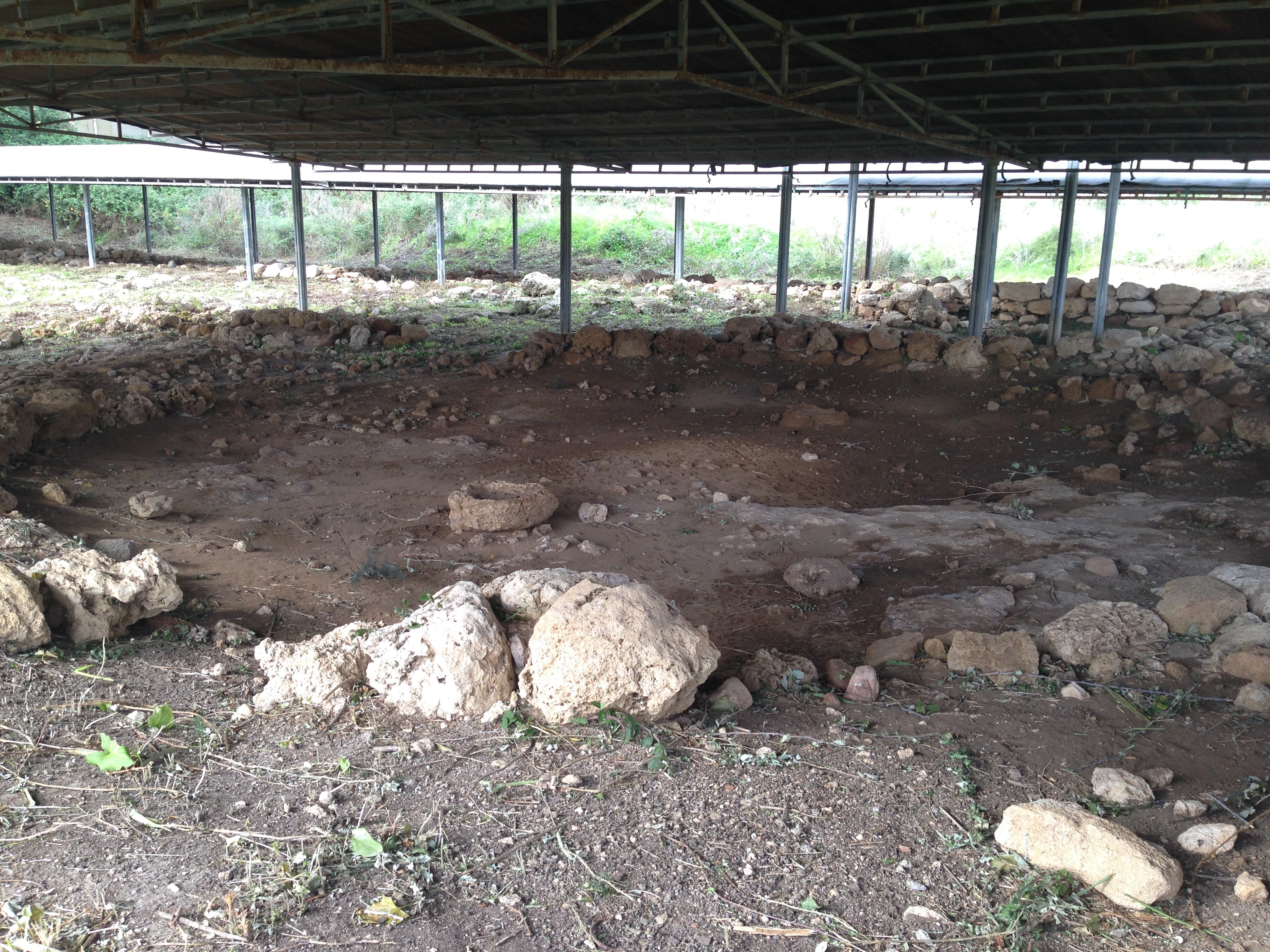
Cabane circulaire de Thapsos.

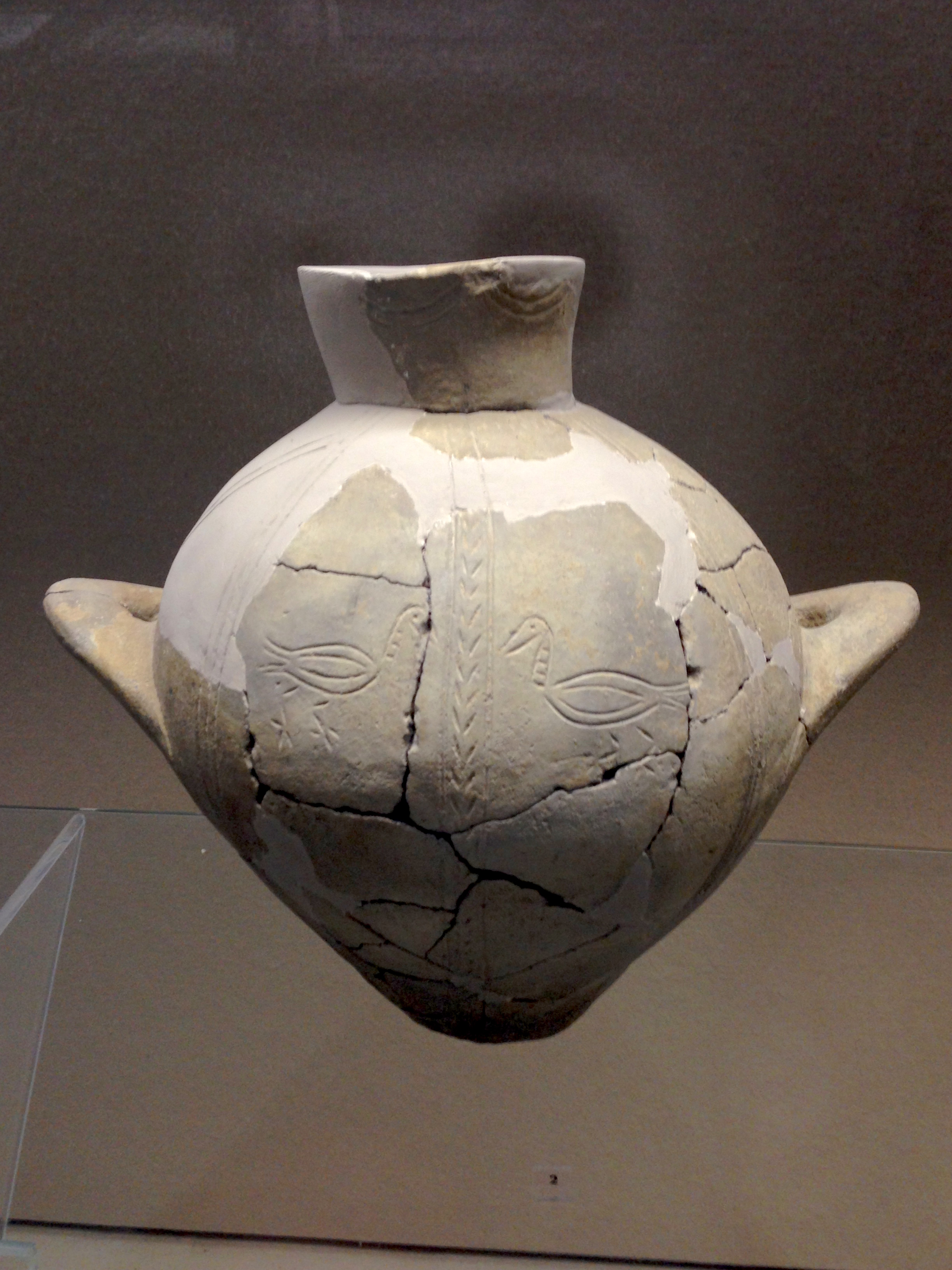
Vase globulaire bi-anse.

Les érudits ont déterminé que la période au cours de laquelle  a prospéré cette culture se situe entre 1500 et 1200 av. J.-C., ce que l'on appelle l'âge du bronze moyen. La culture de Thapsos s'est développée dans toute la Sicile bien que les principaux centres, parfois entourés d'un mur de fortification, se situent le long de la côte.
La culture de Thapsos a suscité l' intérêt de chercheurs comme Paolo Orsi et Luigi Bernabò Brea . Les recherches de Giuseppe Voza ont confirmé l'existence de trois phases évolutives:
- Thapsos I avant la culture Pantalica,
- Thapsos II contemporain à la culture Pantalica,
- Thapsos III jusqu'à la fin de l' âge du bronze .

Le type de sépulture trouvé dans la nécropole est caractérisé par de grandes tombes à chambre taillées dans la roche et souvent de type tholos que certains savants croient être d'origine mycénienne, tandis que d'autres la dérivent de la forme de la cabane. Les logements, en petit nombre, sont constitués pour la plupart de cabanes circulaires délimitées par des murs de pierre. Certaines cabanes ont également une forme rectangulaire. L'économie était basée sur l'agriculture, l'élevage, la chasse et la pêche. Il existe de nombreuses preuves de commerce, en particulier de vaisseaux en bronze et d'armes de production mycénienne attestant des relations étroites avec la culture de Milazzese des îles Éoliennes et avec la culture Apennine de l'Italie continentale.
La restes archéologiques  comprend la céramique surface sombre, souvent décorée de motifs incisés ou de cordons formant des festons. Les grands bols aux pieds hauts en forme de corne, les bols, les cruches et les tasses à poignées bifurquées .